# Switch (filme de 2013)
Switch é um filme de ação produzido no Hong Kong/R. P. China e lançado em 2013 sob a direção de Jay Sun.